# Stanislaw Michailowitsch Duschnikow

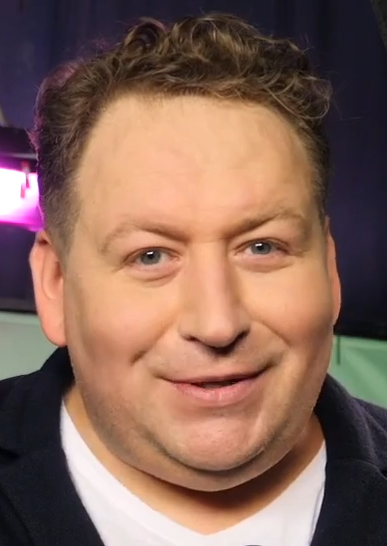
Stanislaw Michailowitsch Duschnikow (2019)

Stanislaw Michailowitsch Duschnikow (russisch Станислав Михайлович Дужников, wiss. Transliteration Stanislav Michajlovič Dužnikov; * 17. Mai 1973 in Saransk, Mordwinische ASSR, RSFSR, Sowjetunion) ist ein russischer Theater- und Filmschauspieler.

## Leben
Während seiner Schulzeit sammelte er erste Erfahrungen als Bühnendarsteller. 1998 machte er erfolgreich seinen Abschluss an der Schtschukin-Theaterhochschule. Er ist mit der Schauspielerin Kristina Konstantinowna Babuschkina verheiratet.
Duschnikow wurde in den späten 1990er Jahren für größere Rollen besetzt. Er verkörperte die Rolle des Bomb in der Demobbed-Filmreihe sowie den Charakter Misha Dotsenko in der Fernsehserie Kamenskaya und dessen Sequels und Filmablegern in den 2000er Jahren. 2007 übernahm er eine größere Rolle im Film Paragraph 78 – Das Spiel des Todes, 2008 eine Nebenrolle in Der Soldat des Zaren. 2013 wirkte er in dem Film Metro – Im Netz des Todes mit. 2016 verkörperte er in 20 Episoden der Fernsehserie The Voronins die Rolle des Lyonya.

## Filmografie (Auswahl)
- 1995: Die junge Bäuerin (Baryschnja-krestjanka/Барышня-крестьянка)
- 1999: Kamenskaja: Stetschenie obstojatelstw (Каменская – 1) (Fernsehserie)
- 2000: Demobbed (DMB/ДМБ)
- 2000: Demobbed-002 (ДМБ-002)
- 2001: Down House (Daun Haus/Даун Хаус)
- 2001: Demobbed-003 (ДМБ-003)
- 2001: Demobbed-004 (ДМБ-004)
- 2001: Demobbed: Snowa w Boju (ДМБ: Снова в бою)
- 2001: Dalnobojschtschiki (Дальнобойщики) (Fernsehserie, Episode 1x05)
- 2002: Kamenskaja: Ukradenny son (Каменская – 2) (Fernsehserie, 4 Episoden)
- 2002: Kamenskaja: Ja umer wtschera (Каменская: Я умер вчера) (Fernsehfilm)
- 2003: Teorija sapoja (Теория запоя)
- 2003: Kamenskaja: Illjusija grecha (Каменская – 3) (Fernsehserie)
- 2003: Kamenskaja: Kogda bogi smejutsja (Каменская: Когда боги смеются) (Fernsehfilm)
- 2003: Kamenskaja: Stilist (Каменская: Стилист) (Fernsehfilm)
- 2003: Kamenskaja: Sedmaja schertwa (Каменская: Седьмая жертва) (Fernsehfilm)
- 2004: Franzus (Француз) (Fernsehfilm)
- 2005: Umnoschajuschtschi petschal (Умножающий печаль) (Mini-Serie)
- 2005: Kamenskaja 4 (Каменская – 4) (Fernsehserie)
- 2007: Paragraph 78 – Das Spiel des Todes (Punkt 1) (Paragraf 78/Параграф 78)
- 2007: Ljubow-Morkow (Любовь-Морковь)
- 2007: Paragraph 78. (Punkt 2) (Paragraf 78 - Film wtoroi/Параграф 78. Фильм второй)
- 2007: Mai (Май)
- 2007: Pogonja sa angelom (Погоня за ангелом) (Fernsehserie)
- 2007: Otryw (Отрыв)
- 2007: Luna-Odessa (Луна-Одеса)
- 2007: Priletit wdrug wolschebnik (Прилетит вдруг волшебник) (Fernsehserie)
- 2007: Dawai poigraem! (Давай поиграем!) (Fernsehfilm)
- 2008: Sneschny angel (Снежный ангел) (Fernsehfilm)
- 2008: Nikto ne snajet pro sex 2: No sex (Никто не знает про секс 2: No sex)
- 2008: Der Soldat des Zaren (Gospoda Ofizery: Spasti Imperatora/Господа́ офице́ры: Спасти́ импера́тора)
- 2008: Miny w farwatere  (Мины в фарватере) (Fernsehserie)
- 2009: Ljudi Schpaka (Люди Шпака) (Fernsehserie)
- 2009: Kamenskaja: Rekwiem (Каменская: Реквием) (Fernsehfilm)
- 2009: Kamenskaja: Imja poterpewschego – nikto (Каменская: Имя потерпевшего – Никто) (Fernsehfilm)
- 2009: Kamenskaja: Wojuschtschie psy odinotschestwa (Каменская: Воющие псы одиночества) (Fernsehfilm)
- 2009: Kamenskaja: Posmertny obras (Каменская: Посмертный образ) (Fernsehfilm)
- 2009: Kamenskaja: Soawtory (Каменская: Соавторы) (Fernsehfilm)
- 2009: Pjatniza. 12 (Пятница. 12)
- 2009: Kamenskaja: Sakon trech otrizani (Каменская: Закон трех отрицаний) (Fernsehfilm)
- 2009: Operazija „Prawednik“ (Операция „Праведник“) (Fernsehfilm)
- 2010: Pokuschenie (Покушение) (Fernsehserie)
- 2010: Neudatschnikow.net (Fernsehserie)
- 2010: Tramwai w Parisch (Трамвай в Париж) (Fernsehfilm)
- 2012: 1812. Ulanskaja ballada (1812. Уланская баллада)
- 2013: Metro – Im Netz des Todes (Metro/Метро)
- 2015: Stschastje – eto... (Счастье – это...)
- 2015: Taina Sucharewoi baschni. Tscharodej rawnowessija (Чародей равновесия. Тайна Сухаревой башни)
- 2015: Perewodtschik (Переводчик)
- 2016: Woroniny (Воронины) (Fernsehserie, 20 Episoden)
- 2017: Grafomany (Графоманы)
- 2018: Posledni tschelowek is Atlantidy (Последний человек из Атлантиды)
- 2018: Grenzgänger – Zwischen den Zeiten (Rubezh/Рубеж)
- 2020: Rasbitoje serkalo (Разбитое зеркало) (Mini-Serie, 2 Episoden)
- 2021: Ugrjum-reka (Угрюм-река) (Fernsehserie, 2 Episoden)